# Amesoeurs
Amesoeurs (cuya traducción al español es "almas gemelas") fue una banda de post-black metal y post-punk, formada en Francia en el año 2004 por Neige (actual líder de Alcest) y Audrey Sylvain con el propósito de crear un tipo de música que reflejase "el lado oscuro de la era industrial y la civilización moderna". Tuvieron una corta trayectoria, lanzando solamente dos álbumes y un EP en 2006, 2007 y 2009, siendo este el año en el que la banda se separaría debido a que Neige no comulgaba con la ideología nacional-socialista de Audrey.
Neige y Audrey habían tocado previamente en la banda de Black metal Peste Noire.

## Formación
- Stéphane Paut (Neige) - Voz, Bajo, Guitarra (2004-2009), Batería y Sintetizador (2004-2007)
- Audrey Sylvain - Voz (2004-2009) y piano (2008-2009)
- Fursy Teyssier - Guitarra y bajo (2004, 2008-2009)
- Winterhalter - Batería (2007-2009)

## Discografía

### Álbumes de estudio
- 2009: "Amesoeurs" (Code 666 Records, Profound Lore Records, Northern SIlence Productions)

### EPs
- 2006: "Ruines Humaines" (Northern Silence Productions)

### Recopilaciones
- 2007: "Valfunde/Amesoeurs" (álbum split)